# لچ
لَچ، قروت یا جرتان نام یکی از فراورده‌های شیر است. این ماده پس از خشک کردن در زبان فارسی کشک نامیده می‌شود و در زبان‌های دیگر ایران نام‌های دیگری دارد.

## روش تهیه
دوغ ترش شده را در مشک می‌ریزند تا تمام چربی آن که کره می‌باشد جدا گردد. بعد باقی‌مانده دوغ را می‌جوشانند تا غلیظ شود، سپس آن را روی پارچه صاف می‌کنند تا آب آن گرفته شود. باقی‌مانده آن را لچ یا قروت می‌نامند. لچ را به صورت گلوله گرد یا بیضی یا استوانه درمی‌آوردند و پس از تبخیر آب آن را کشک می‌خوانند.

## قروت (کشک بنفش)
قروت از غذاهای سنتی استان های خراسان است.
این غذای سنتی در تاریخ ۲۳ تیر ماه ۹۷ در فهرست آثار ملی ناملموس سازمان میراث فرهنگی کشور ثبت شد.
این غذا که مواد اولیهٔ آن کشک یا قروت بیرجندی، گردو، روغن، پیاز و ادویه است؛ در درمان کم خونی بسیار مفید است. کشک بنفش به دو صورت پودر شده و نساییده در بازار موجود است.
ساییدن این کشک به وسیله ای به نام تقارچه نیاز دارد که ظرفی سفالی و زبر است.